# WD-40
 (mai 2012).
Si vous disposez d'ouvrages ou d'articles de référence ou si vous connaissez des sites web de qualité traitant du thème abordé ici, merci de compléter l'article en donnant les références utiles à sa vérifiabilité et en les liant à la section « Notes et références ».
WD-40 (abréviation de Water Displacement, 40th formula) est la marque commerciale d'une huile pénétrante (produit nettoyant, lubrifiant et protecteur contre la corrosion) utilisée sous forme de pulvérisateur.

## Histoire

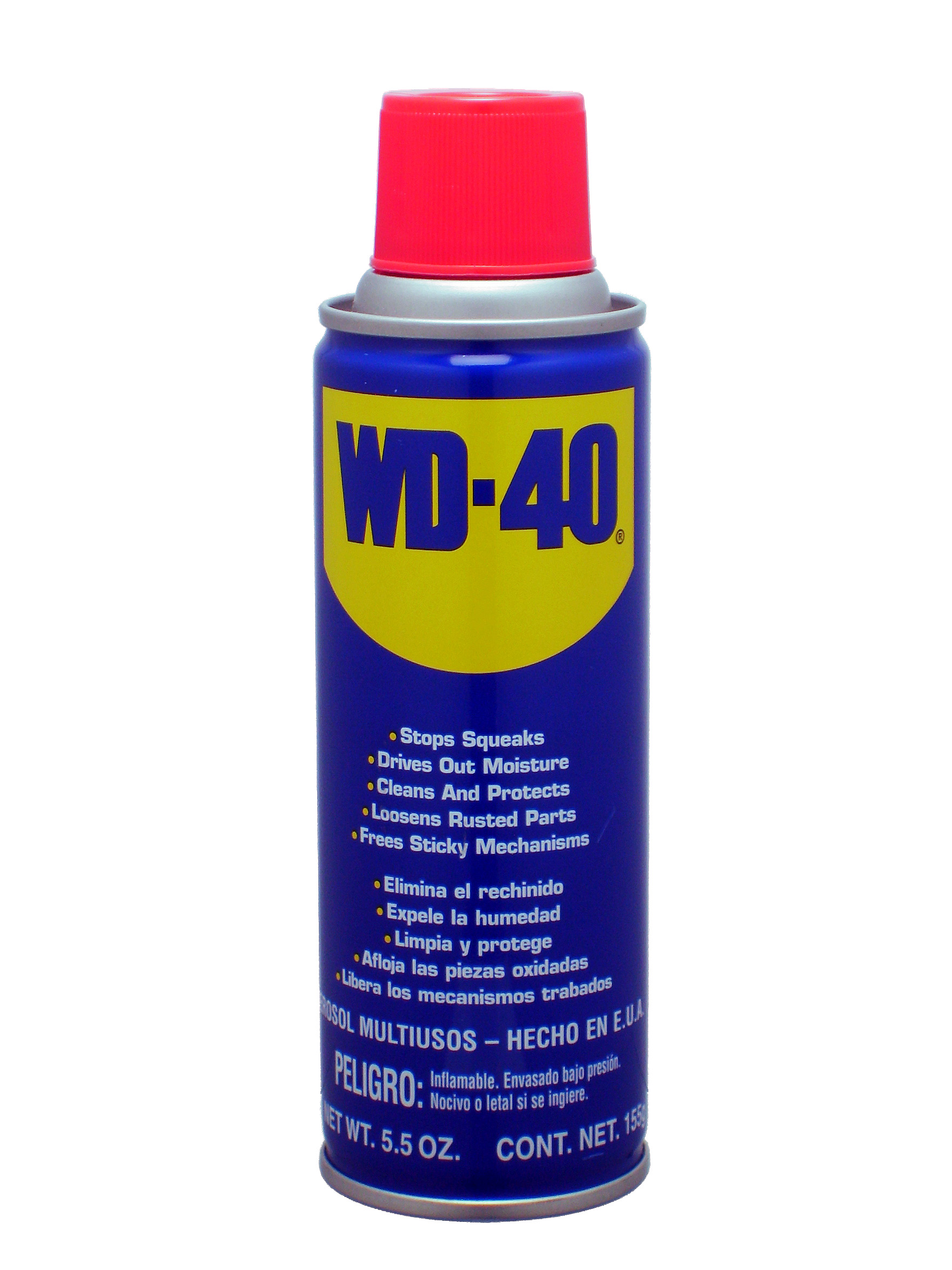
Flacon de WD-40.

L'histoire du produit est controversée.
L'entreprise explique sur son site internet que le WD-40 a été développé en 1953 par Norman Larsen, fondateur de la Rocket Chemical Company, à San Diego, en Californie. WD-40 est le sigle de « Water Displacement, 40th formula », suggérant que c'était le résultat de la 40e tentative de Larsen de créer le produit. La pulvérisation, composée de divers hydrocarbures, a été conçue à l'origine pour être utilisée par Convair pour protéger la paroi extérieure des réservoirs du missile Atlas contre la rouille et la corrosion. Ces réservoirs de carburant en acier inoxydable avaient des parois si fines et fragiles que lorsqu'ils étaient vides, ils devaient être maintenus gonflés avec de l'azote pour les empêcher de s'effondrer sous leur propre poids.
Néanmoins, Iris Engstrand, une historienne de l'université de San Diego d'où est issu le produit a remis en question cette origine. Elle explique que le produit a en réalité été inventé dans les années 50 par un chimiste américain nommé Iver Norman Lawson. Lawson aurait mis au point le produit pour protéger de la rouille des machines de navires de l'US Navy, dans son garage au 1048 Myrtle Way à San Diego. Puis, il l'aurait revendu à Rocket Chemical, l'entreprise qui commercialise toujours actuellement le produit. Elle témoigne enfin d'une histoire alternative où ce serait deux employés de Consolidated Vultee Aircraf qui avaient pour mission de créer "un solvant qui devait prévenir de la rouille, repousser l'eau et aussi dégripper".
Ce n'est que plus tard qu'ont été trouvés des usages domestiques au WD-40, puis en 1958 le produit a été mis à la disposition des consommateurs à San Diego. De nos jours, la majorité des gens parlent du terme générique « WD-40 » pour désigner tout produit dégrippant, ce qui peut mener à des confusions car la marque commercialise également des produits lubrifiants et décapants sous la même appellation.

## Principe de fonctionnement
L'ingrédient actif à long terme est une huile visqueuse non volatile qui reste sur la surface à laquelle elle est appliquée, apportant lubrification et protection contre l'humidité. Cette huile est diluée avec un hydrocarbure volatil pour fabriquer un fluide de faible viscosité qui peut être aérosolisé pour pénétrer dans les creux. L'hydrocarbure volatil s'évapore alors, laissant derrière l'huile. Un propulseur (à l'origine un hydrocarbure de bas poids moléculaire, maintenant du dioxyde de carbone) crée une pression pour forcer le liquide à travers la buse du bidon avant d'évaporer.
Ses propriétés le rendent utile à la fois dans les environnements domestiques et commerciaux. Les utilisations typiques du WD-40 comprennent l'enlèvement de la saleté et l'extraction des vis et des boulons bloqués. Il peut également être utilisé pour desserrer des fermetures à glissière tenaces et enlever l'humidité. Enfin, il se montre utile pour aider au dégrippage de robinets longtemps inutilisés, à l'instar de produits similaires comme le 3-en-1.

## Formulation
La formule du WD-40 est un secret commercial. Pour éviter de divulguer sa composition, le produit n'a pas été breveté en 1953 et n'est plus brevetable depuis. Les ingrédients principaux du WD-40, tels qu'ils sont fournis en aérosol, sont les suivants :
- 50 % d'hydrocarbures aliphatiques ;
- Moins de 25 % d'huile de base pétrole. On présume une huile minérale ou une huile lubrifiante légère ;
- Hydrocarbure aliphatique à faible pression de vapeur de 12 à 18 %. Elle réduit la viscosité du liquide afin qu'il puisse être utilisé dans les aérosols. L'hydrocarbure s'évapore pendant l'application ;
- 2 à 3 % de dioxyde de carbone. Un propulseur qui est maintenant utilisé au lieu du gaz de pétrole liquéfié original pour réduire l'inflammabilité du WD-40 ;
- Moins de 10 % d'ingrédients inertes.

La version allemande de la fiche de sécurité obligatoire de l'UE énumère les ingrédients de sécurité suivants :
- 60 à 80 % de naphta lourd (aussi appelé white spirit) traité à l'hydrogène (produit pétrolier utilisé dans les briquets à mèche) ;
- 1 à 5 % de dioxyde de carbone.

Il met en garde contre l'inflammabilité élevée du produit et le risque d'irritation de la peau humaine lorsqu'elle est exposée à plusieurs reprises. Des gants en caoutchouc nitrile et des lunettes de sécurité doivent être portés (le caoutchouc ordinaire se désintègre en cas d'exposition aux produits pétroliers). Il mentionne également que l'eau n'est pas adaptée à l'extinction du produit enflammé.
En 2009, le magazine Wired publie un article avec les résultats des tests de chromatographie en phase gazeuse et de spectroscopie de masse sur le WD-40, affirmant que ses ingrédients le rendent résistant au gel.